# Daniël Stellwagen
Daniël Stellwagen (ur. 1 marca 1987 w Soest) – holenderski szachista, arcymistrz od 2004 roku.

## Kariera szachowa
Grę w szachy poznał w wieku 7 lat, a mając lat 11 po raz pierwszy wygrał partię z arcymistrzem (był nim Yrjö Rantanen). Od roku 1996 reprezentował Holandię w mistrzostwach świata oraz Europy juniorów, w roku 1999 zdobywając dwukrotnie srebrne medale (oba w kategorii do lat 12): w Oropesa del Mar (mistrzostwa świata)) oraz w Patras (mistrzostwa Europy).
W roku 2001 podzielił II miejsce, natomiast w 2002 zwyciężył w mistrzostwach Holandii juniorów do lat 20 rozegranych w Nijmegen. W 2003 odniósł duży sukces, dzieląc II miejsce w turnieju B festiwalu Corus w Wijk aan Zee (wraz z Arkadijem Naiditschem, a przed m.in. Friso Nijboerem i Siergiejem Karjakinem). W tym samym roku zdobył pierwszy w karierze medal w indywidualnych mistrzostwach Holandii, zajmując w Leeuwarden III miejsce. Dwa lata później w mistrzostwach kraju rozegranych w tym samym mieście wywalczył medal srebrny. Również w 2005 roku podzielił II miejsce (za Pawłem Eljanowem) w silnie obsadzonym otwartym turnieju w Amsterdamie. W 2007 zwyciężył (wraz z Siergiejem Tiwiakowem) w mistrzostwach Holandii rozegranych w Hilversum, jednak dogrywkę przegrał i ostatecznie zdobył srebrny medal. W następnych mistrzostwach kraju (2008, Hilversum) zdobył medal brązowy.
Wielokrotnie reprezentował Holandię w turniejach drużynowych, m.in.:
- trzykrotnie na olimpiadach szachowych (w latach 2008, 2010, 2012)[6],
- trzykrotnie na drużynowych mistrzostwach Europy (w latach 2007, 2009, 2011)[7].

Najwyższy ranking w dotychczasowej karierze osiągnął 1 października 2007 r., z wynikiem 2639 punktów zajmował wówczas 81. miejsce na światowej liście FIDE, jednocześnie zajmując 4. miejsce wśród holenderskich szachistów.